# Hondromatidisz Rigasz
Rigasz Hondromatidisz (Ptolemaisz, Görögország, 1942. január 1. – Debrecen, 1996. január 18.) görög származású magyar szobrászművész.

## Életrajza
1942. január 1-én született a görögországi Ptolemaiszban. 1948-ban költözött Magyarországra, itt végezte általános és középiskoláit is, melynek befejezése után került a Képzőművészeti Főiskolára, ahol mesterének Somogyi Józsefet tartotta. Tanárai voltak Laborcz Ferenc és Pátzay Pál is.
A művészeti képzés mellett tanári oklevelet is szerzett.
1973-ban  kötött házasságot, melyből két lánya: Krisztina és Barbara született.
1975-ben Debrecenbe költözött, közben dolgozott a vilniuszi, targovistei (1977), a potsdami (1983) és a püspökladányi (1991, 1993) szobrásztelepen is. Tagja volt a Debreceni Képzőművészek és Műpártolók Egyesületének. Debrecenben élt egészen 1996. január 18-án bekövetkezett haláláig.

## Munkássága
Debrecenben számos kiállítása volt, művei alapanyagául többnyire gipszet, márványt, fát és bronzot használt.
Munkái a Magyar Nemzeti Múzeumban, magángyűjteményekben, középületekben és köztereken találhatók.

## Főbb munkái
- 1971: XVIII. kerületi Képzőművészeti Kiállítás, I. díj.
- 1973: Stúdió pályázat, III. díj.
- 1974: Szegedi Nyári Tárlat, nívódíj, Derkovits-ösztöndíj
- 1979: Móricz Zsigmond-pályázat, Nyíregyháza, II. díj.

### Egyéni kiállításai
- 1976: Ferencvárosi Pincetárlat, Budapest
- 1977: Alföldi Nyomda, Debrecen
- 1978: Agrártudományi Egyetem, Debrecen
- 1980: Fehérgyarmat, Vásárosnamény
- 1981: Tiszaújváros, Kazincbarcika, Sajóbábony, Kaba
- 1986: Debreceni Orvostudományi Egyetem, Debrecen
- 1988: Tiszafüred, Hatvan
- 1995: Kölcsey Művelődési Központ, Debrecen

### Válogatott csoportos kiállításai
1970: Új realizmus, Tiszaújváros
1974: Új művek, Műcsarnok, Budapest • XV. Nyári Tárlat, Szeged
1975: Ernst Múzeum, Magyar Nemzeti Galéria, Budapest. Őszi Tárlat, Debrecen
1976: V. Országos Nyári Tárlat, Debrecen
1976: Nagyvárad
1977: XVIII. Nyári Tárlat, Szeged. Targoviste (Bulgária)
1979: Nyári Egyetemi Tárlat, Debrecen. Majdanek (Lengyelország)
1981: VII. Országos Kisplasztikai Biennálé, Pécs
1984: Potsdam. Jyväskylä.
1991: VIII. Országos Éremművészeti Biennálé, Sopron

### Művei közgyűjteményekben
- Déri Múzeum, Debrecen. Magyar Nemzeti Galéria, Budapest. Pátzay Pál Múzeum, Kapuvár

### Köztéri művei
- Borsos József (1977, Debrecen)
- Anya és gyermeke (1984, Hajdúnánás)
- Nagy Sándor József
- Dr. Kenézy Gyula (1986, Debrecen)
- Csontváry (1986, Tiszalök)
- Díszkút (1986, Hajdúböszörmény)
- Második világháborús emlékmű (1992, Balmazújváros)
- Testvérek (1993, Püspökladány).

## Díjai
- Nívódíjak
- Derkovits-díj
- Stúdió-díj